# Oussoy-en-Gâtinais
Oussoy-en-Gâtinais är en kommun i departementet Loiret i regionen Centre-Val de Loire strax norr Frankrikes mitt. Kommunen ligger i kantonen Lorris som tillhör arrondissementet Montargis. År 2022 hade Oussoy-en-Gâtinais 423 invånare.

## Befolkningsutveckling
Antalet invånare i kommunen Oussoy-en-Gâtinais
| Referens: INSEE |